# 大頭洲 (南區)
大頭洲（英語：Tai Tau Chau）位於香港島東南面，是香港的一個島嶼，位於石澳石澳山仔東部附近，地區行政上屬於南區的赤柱及石澳選區（D17）。
大頭洲西岸有一連島沙洲與石澳陸地相連。東面、南面和北面皆面向藍塘海峽，並分別與東龍洲南堂尾、五分洲和小西灣歌連臣角隔海相望。由於大頭洲地處於香港的東面，受東北信風影響，島上有著很多的奇岩異石，而且島的四面多為峭壁，與香港地質公園的島群相似。
現時大頭洲是屬於石澳海角郊遊區的主體部份，並在與石澳之間的連島沙洲上興建了一條藍色的行人橋，被稱作「情人橋」，成為市民「打卡」拍照勝地。島上亦開闢了多條行山路徑，方便遊客到大頭洲遊覽。惟情人橋在2018年強颱風山竹襲港期間被沖毀，一年多後，政府刊憲原址重修該橋。
大頭洲上並沒有居民居住。

## 圖片

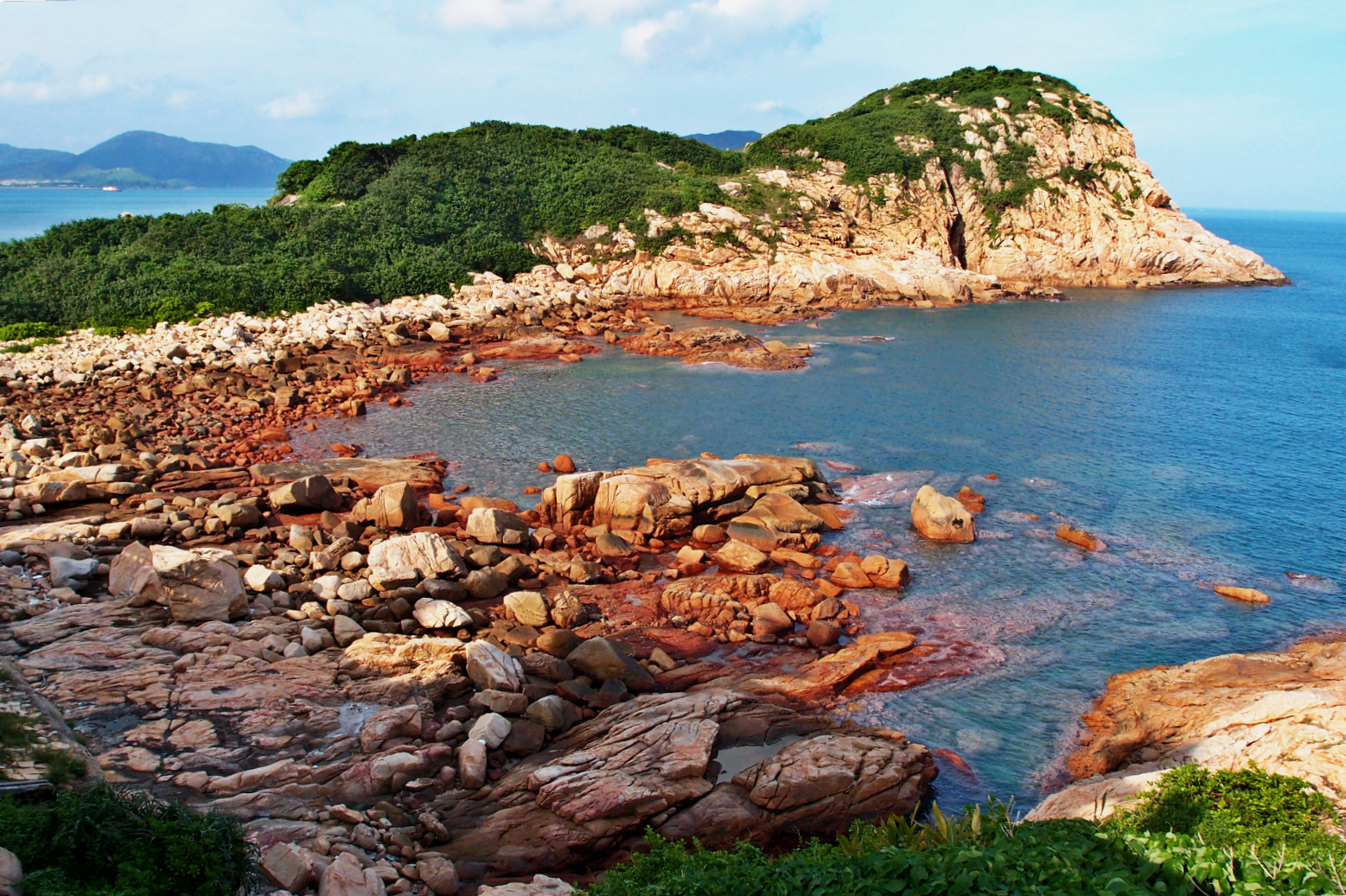
大頭洲，婚紗攝影勝地
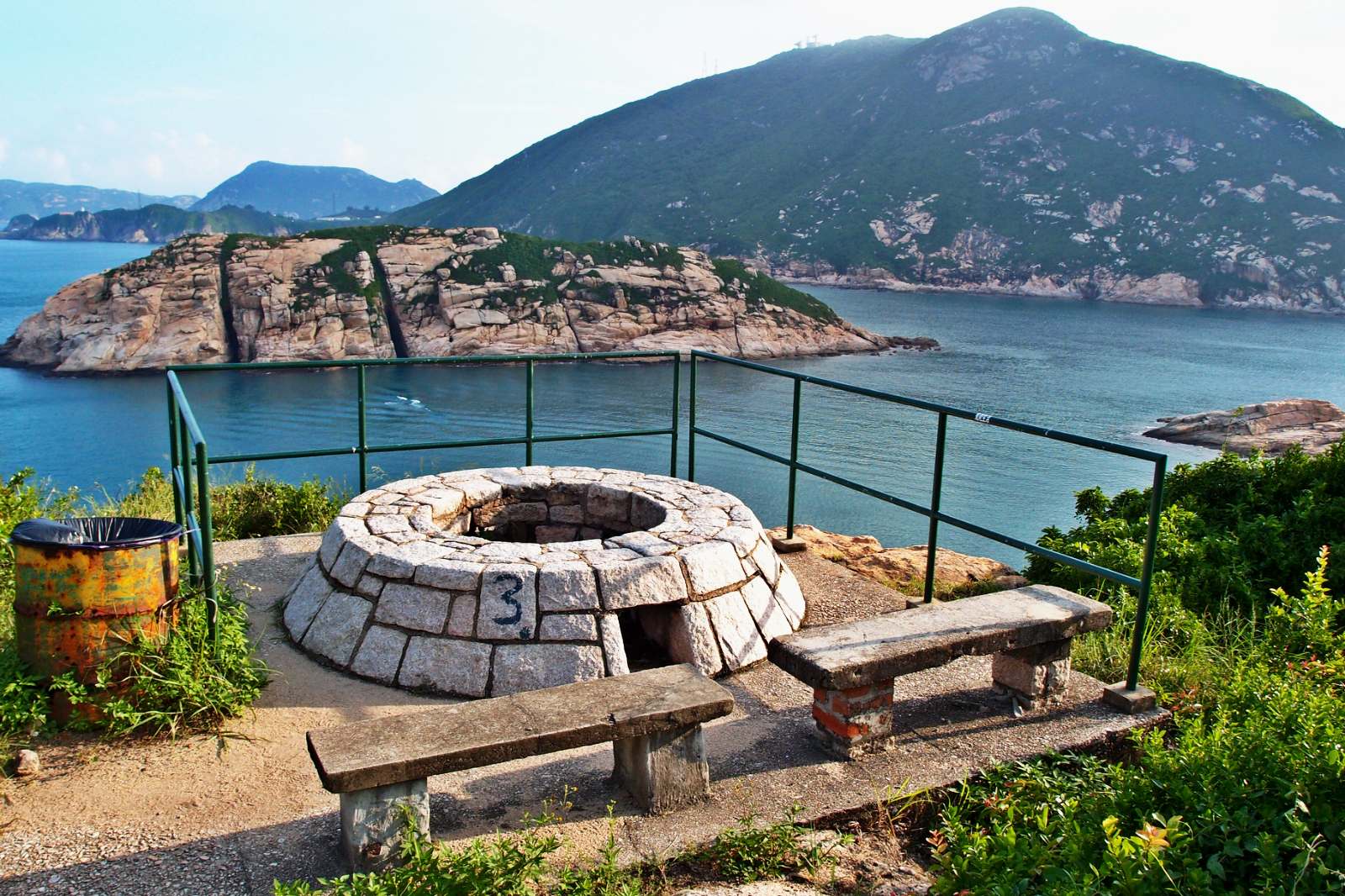
大頭洲的特色燒烤場
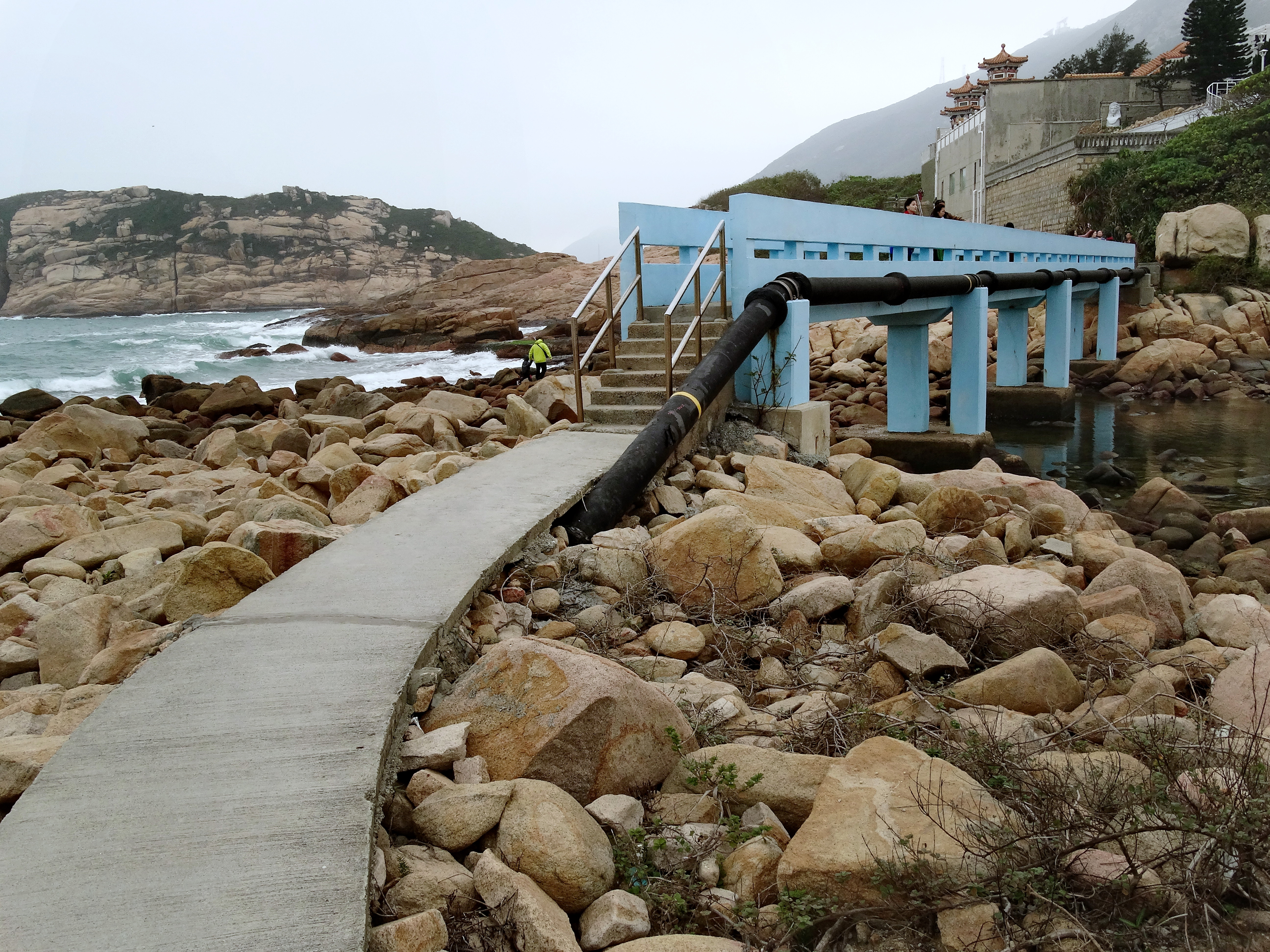
連結石澳後灘及大頭洲的藍色行人橋
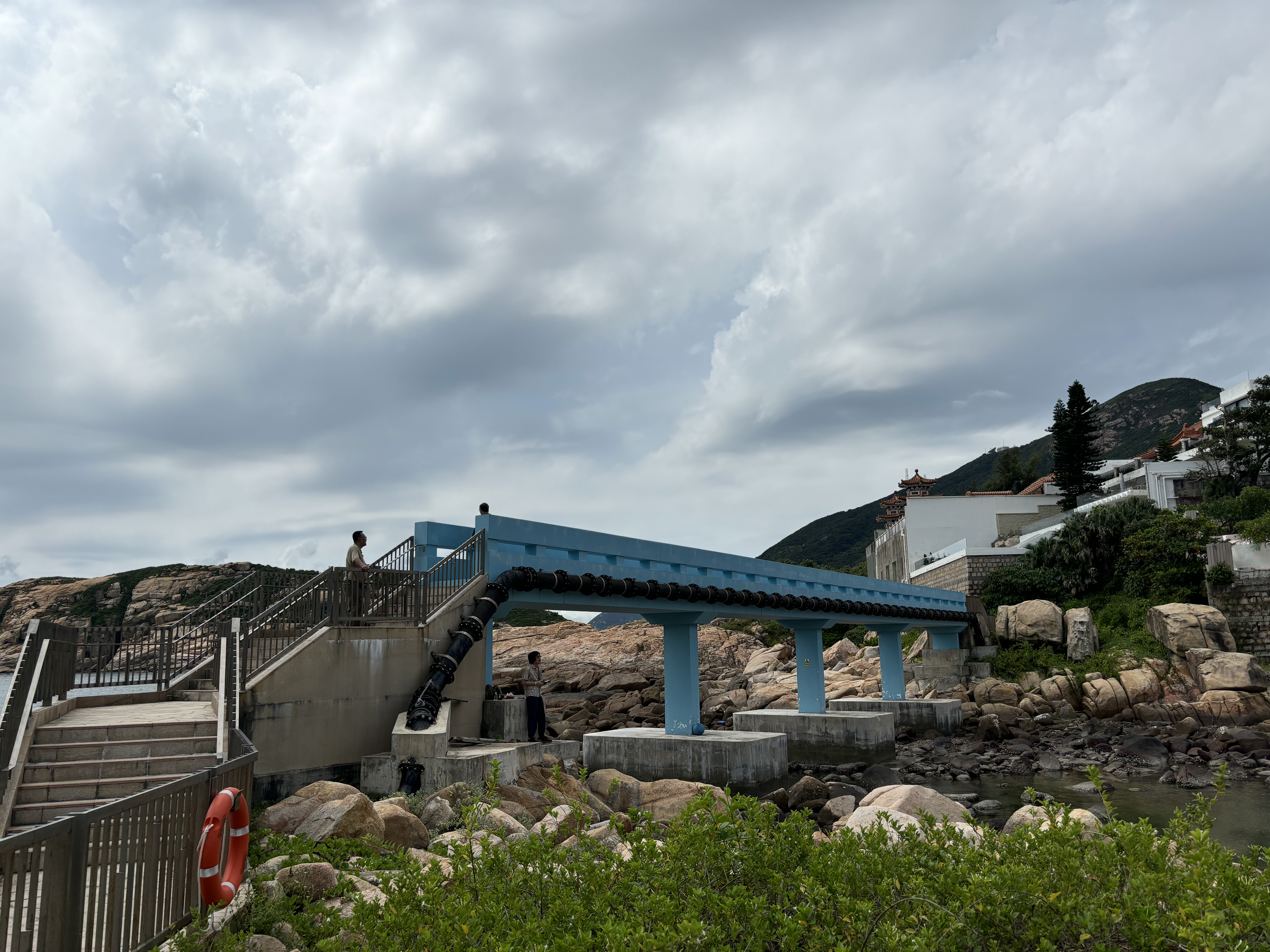
重修後的的藍色行人橋